# Макшеев, Максим Иванович
Макшеев (Бакшеев) Максим Иванович (? — после 1770) — государственный деятель, нижегородский губернатор, а позже вице-губернатор. 

## Биография

### Губернаторство
Происходит из рода - Макшеевых. До 1757 года был статским советником в Нижнем Новгороде. Уже под конец руководства губернией Панина, стал его помощником и фактически выполнял обязанности вице-губернатора. В 1757 год Александр Иванович уходит в отставку и на его место назначают Макшеева, которому приходиться помимо разбирательства с новыми делами, заканчивать старые, начатые Паниным. 
В годы его губернаторства ему пришлось разбираться с множеством правонарушений, собирал деньги на ремонт мостов, проверил всю финансовую деятельность уезд канцелярий и кантор. Макшееву пришлось собирать недоимки, отправлять рекрутские наборы в Петербург, и разбираться с множеством уголовных дел Нижнего Новгорода. 
26 декабря 1760 года на Нижегородскую губернию налетел вихрь, который продлился 8 часов. Многие дома разрешились, корабли, которые должны были плыть в Петербург, тонули, деревья вырывались с корнем. Именно Макшееву пришлось разбираться со всеми проблемами. Под его руководством проходила уборка разрушений и по его указу выделяли деньги из нижегородской казны на расходы от разрушения.  
5 декабря 1762 года, умирает Елизавета Петровна. Многие губернаторы и наместники были сняты по реформам Петра III. Но Макшееву удаётся сохранить своё положение до начала правления Екатерины Второй. Осенью 1762 году, Ивана Максимовича снимают с должности губернатора. И даже принесённая первым в Нижнем Новгороде присяга на верность новой императрице, не спасла Макшеева. 

### Вице-губернатор
На место старого губернатора, назначили Измайлова. Макшеева же назначили вице-губернатором Нижегородской губернии. Новый губернатор ничем не запомнился, кроме того, что он был первым губернатором назначенным в правление Екатерины. В 1764 году, Измайлова снимают с должности губернатора и на его место назначают Аршеневского. Вице-губернатором являлся всё тот же Макшеев. 

#### Приезд Екатерины II
20 мая Макшеев, Арнашевский, дворянство и многие толпы народа, встречали прибывшую в Нижний Новгород императрицу Екатерину Вторую. После радостных вскриков "Ура!", правительница отправилась в Преображенский собор. Губернатор и вице-губернатор отправились верхом на лошади в след за ней. В соборе Екатерина слушала литургию, после она приложилась в святынями для прибывания в архиерейском доме. Императрица расположила там свою резиденцию и принимала отчёты о работе от дворянства, губернатора и вице-губернатора. 

Прибывать Екатерине в Новгороде не понравилось. Она называла его «мерзкий городишка». Решив посетить один из монастырей Нижнего Новгорода, Екатерина после прибывания в монастыре, вернулась на галеру, на которой приплыла, и была серьёзно рассержена. В своём дневнике она записала: 
... дряхлый архимандрит еле шамкал беззубым ртом, а братия была весьма навеселе. 
Остановка в Балахне, ей тоже не очень понравилась. Местный воевода рассказал про обстановку в Нижнем Новгороде, о неурожаях, засухе и голоде, и о нехватки денег. За время её прибывания, императрице подали 200 жалоб. 
21 мая Екатерине Алексеевне представили Ивана Кулибина, будущую гордость России. Вскоре к ней обратились купцы, с просьбой на разрешение основание торговой компании. На что императрица ответила положительно. Она наказала Макшееву и Арнашевскому также помогать молодой компании и местным купцам. 
После императорского визита, Екатерина Алексеевна указом от Сената 13 апреля 1768 году, потребовала составить план Нижнего Новгорода. 
Когда план уже разработали, Арнашевский и его правительство ушло в отставку. 